# The Torture Papers
Albums de Army of the Pharaohs
Rare Shit, Collabos and Freestyles
(2003) Ritual of Battle
(2007)
Singles
1. Tear It Down
Sortie : 7 avril 2006

The Torture Papers est le premier album studio d'Army of the Pharaohs, sorti le 21 mars 2006.
L'album s'est classé 42e au Top Heatseekers et 48e au Top Independent Albums.

## Liste des titres
| No  | Titre                                                  | Contient un (des) sample(s) de                                                | Durée |
| --- | ------------------------------------------------------ | ----------------------------------------------------------------------------- | ----- |
| 1.  | Battle Cry (Produit par Shuko)                         | Tightrope de l'Electric Light Orchestra My World d'O.C.                       | 6:06  |
| 2.  | Gorillas (Produit par DC the MIDI Alien)               | I Love You Phil de Francis Lai                                                | 3:30  |
| 3.  | Henry the 8th (Produit par Undefined)                  |                                                                               | 3:39  |
| 4.  | Pull the Pins Out (Produit par Beyonder)               |                                                                               | 3:36  |
| 5.  | Tear It Down (Produit par Loptimist)                   | Tango of Rain de Domi G-Building de M.O.P. Rawness de Teflon featuring M.O.P. | 3:50  |
| 6.  | Into the Arms of Angels (Produit par Rain)             | New Moon de Ralph Towner                                                      | 5:05  |
| 7.  | The Torture Papers (Produit par Apathy)                |                                                                               | 3:31  |
| 8.  | Listen Up (Produit par 7L)                             | C'est de l'eau, c'est du vent de Claude François                              | 4:02  |
| 9.  | All Shall Perish (Produit par Shuko)                   | Revelation de Gordon Giltrap                                                  | 4:13  |
| 10. | Wrath of Gods (Produit par DC the MIDI Alien)          |                                                                               | 3:05  |
| 11. | Narrow Grave (Produit par Villa)                       |                                                                               | 3:41  |
| 12. | Feast of the Wolves (Produit par Oaks et Celph Titled) |                                                                               | 3:44  |
| 13. | King Among Kings (Produit par 7L)                      |                                                                               | 3:28  |